# Elói Schleder
Elói Schleder, född 26 juli 1951, är en friidrottare från Brasilien. Han deltog vid olympiska sommarspelen 1984.